# Susan George (Politikwissenschaftlerin)

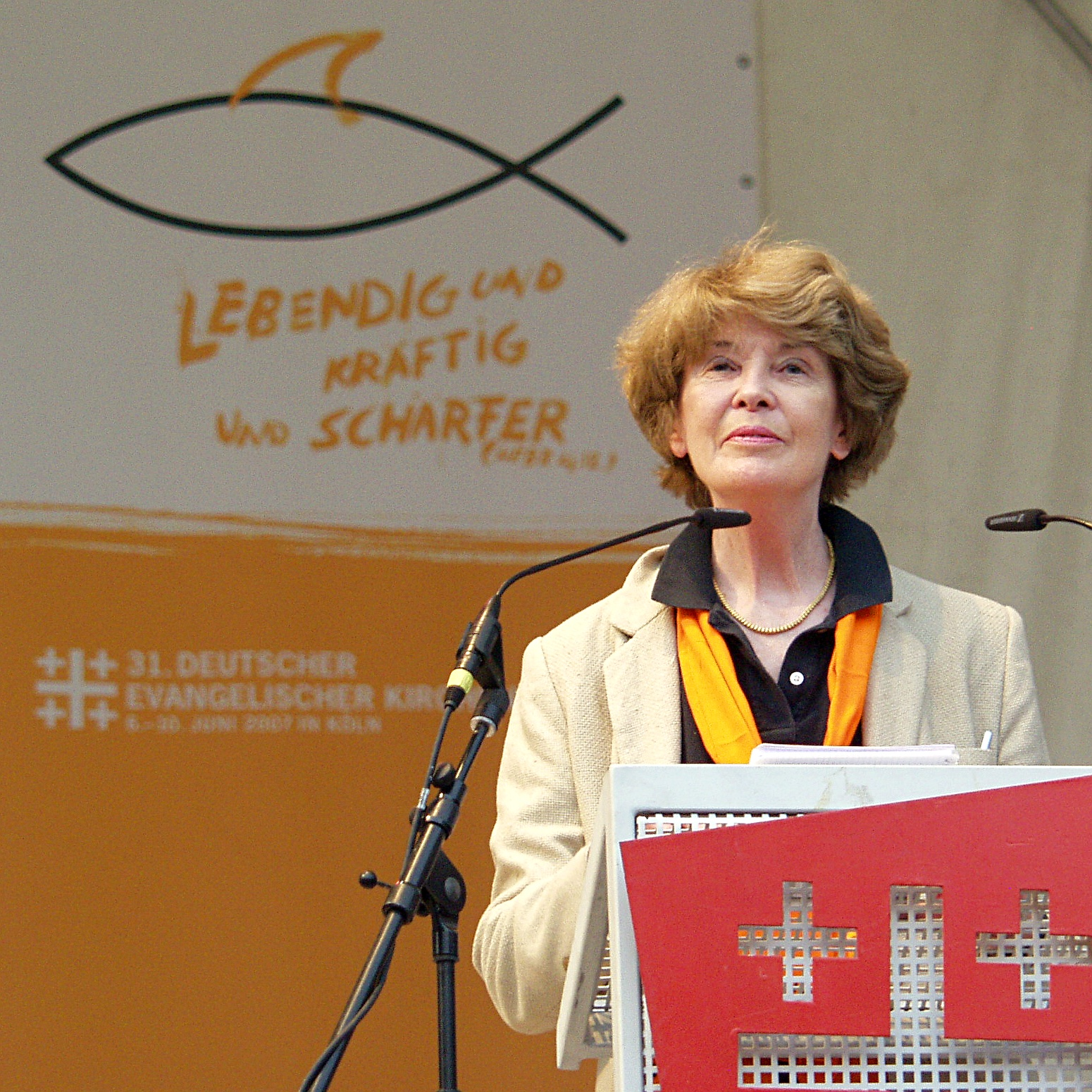
Susan George beim 31. Deutschen Evangelischen Kirchentag in Köln 2007

Susan George (* 29. Juni 1934 in Akron, Ohio, USA) ist eine amerikanisch-französische Politikwissenschaftlerin und Schriftstellerin, die sich mit Armut, Unterentwicklung und Verschuldung der Dritten Welt befasst.

## Biographie
George lebt seit langem in Frankreich und erwarb 1994 die französische Staatsbürgerschaft. Nach Studien der französischen Literatur und der Politikwissenschaft am Smith College in Northampton (Massachusetts) ging sie nach Paris und studierte Philosophie an der Sorbonne und Politikwissenschaft an der École des Hautes Études en Sciences Sociales, wo sie mit einer Dissertation über „Die Strategen des Hungers“ promoviert wurde.
Sie ist Partnerin des Transnational Institute (TNI). Susan George ist eine Kritikerin der gegenwärtigen Politik des Internationalen Währungsfonds (IWF), der Weltbank und was sie deren Fehlentwicklungsmodell ('maldevelopment model') nennt. Sie kritisiert ähnlich hart die neoliberale Politik des Washington Consensus zur Entwicklung der Dritten Welt.
Von 1990 bis 1995 saß George im Vorstand von Greenpeace International und gleichzeitig im Vorstand von Greenpeace France. 1997 nahm sie mit einem Beitrag an der 10. Documenta teil.
Zwischen 1999 und Mitte des Jahres 2006 war sie Vize-Präsidentin von Attac France (association pour une taxation des transactions financières pour l'aide aux citoyens). Im Januar 2007 erhielt sie einen Ehrendoktortitel der University of Newcastle-upon-Tyne. Anfang März 2007 wurde ihr bei deren Kongress in Chicago von der International Studies Association der „Outstanding Public Scholar Award“ verliehen.
Sie hat als Beraterin verschiedener, auf die Vereinten Nationen spezialisierter Agenturen gearbeitet und hält in vielen Ländern öffentliche Vorträge, besonders für Attac-Gruppen, Gewerkschaften und Nichtregierungsorganisationen (NGOs) im Umwelt- und Entwicklungshilfebereich.
George ist Mitglied der 2016 gegründeten Bewegung Demokratie in Europa 2025 (DiEM25).

## Zitat
Susan George hat 2002 dem von Margaret Thatcher bekannten TINA-Prinzip („There is no alternative“) den Ausruf „TATA!“ (There Are Thousands of Alternatives!, dt. Es gibt Tausende Alternativen!) entgegengestellt. Dabei griff sie den Slogan des Weltsozialforums in Porto Alegre auf: „Eine andere Welt ist möglich.“

## Schriften (Auswahl)
- How the Other Half Dies. Penguin, 1976. Neudruck 1986, 1991, ISBN 0-14-013569-3; dtsch. Wie die andern sterben. Die wahren Ursachen des Welthungers. Rotbuch Verlag, 1980, ISBN 3-88022-179-0 (Eine Analyse der wahren Gründe für den Welthunger.)
- A Fate Worse Than Debt. Penguin, 1988, ISBN 0-14-022789-X; dtsch.: Sie sterben an unserem Geld. Die Verschuldung der Dritten Welt. Rowohlt, 1988, ISBN 3-499-12316-9 (Eine Analyse der Gründe für die Verschuldung der Dritten Welt.)
- The Debt Boomerang. Pluto Press, 1992, ISBN 0-7453-0594-6 (Setzt das Thema der Verschuldung der Dritten Welt und ihrer schädlichen Effekte fort)
- The Lugano Report: On Preserving Capitalism in the 21st Century. 1999, ISBN 0-7453-1532-1; deutsch: Der Lugano-Report oder Ist der Kapitalismus noch zu retten?, Rowohlt, 2001, ISBN 3-498-02489-2
- WTO: Demokratie statt Drakula. Für ein gerechtes Welthandelssystem. Vsa, 2002, ISBN 3-87975-871-9
- Change it! Anleitung zum politischen Ungehorsam. Droemer/Knaur, 2006, ISBN 3-426-27382-9
- Whose Crisis, Whose Future? Towards a Greener, Fairer, Richer World. Cambridge UK: Polity Press, 2010, ISBN 0-7456-5137-2
- Shadow Sovereigns. How Global Corporations are Seizing Power. Cambridge UK: Polity Press; 2015, ISBN 978-0-7456-9781-9